# Lorenzo Ramírez de Prado

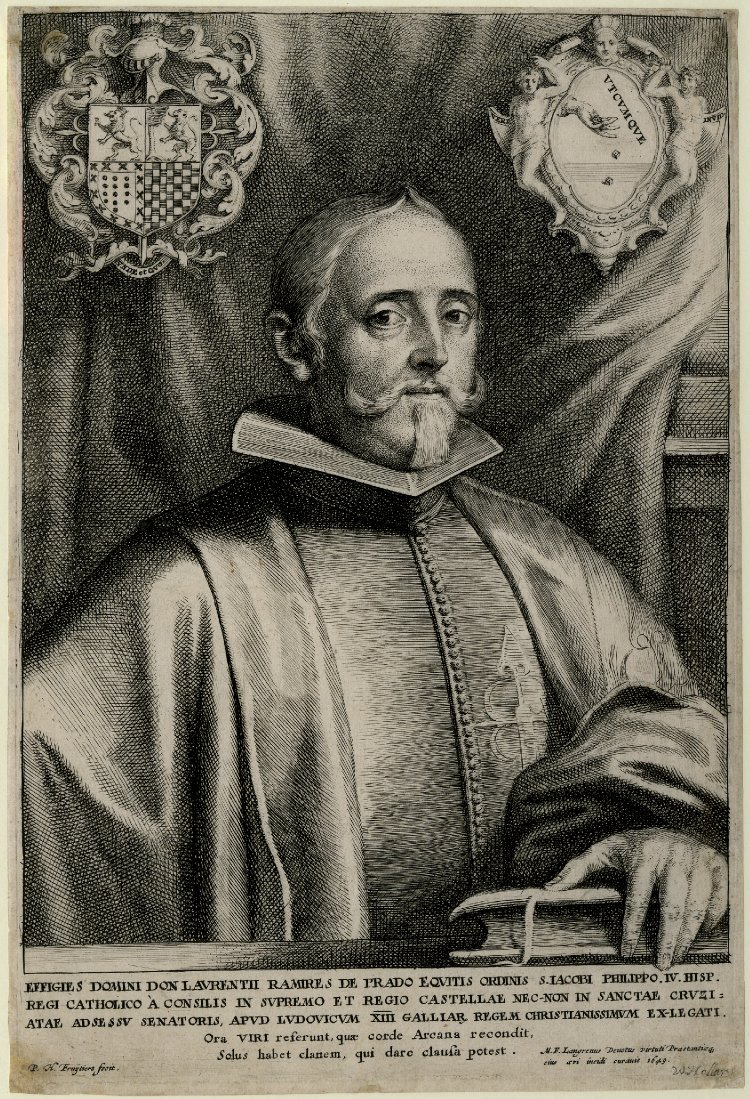
Lorenzo Ramírez de Prado según Philip Fruytiers, 1643

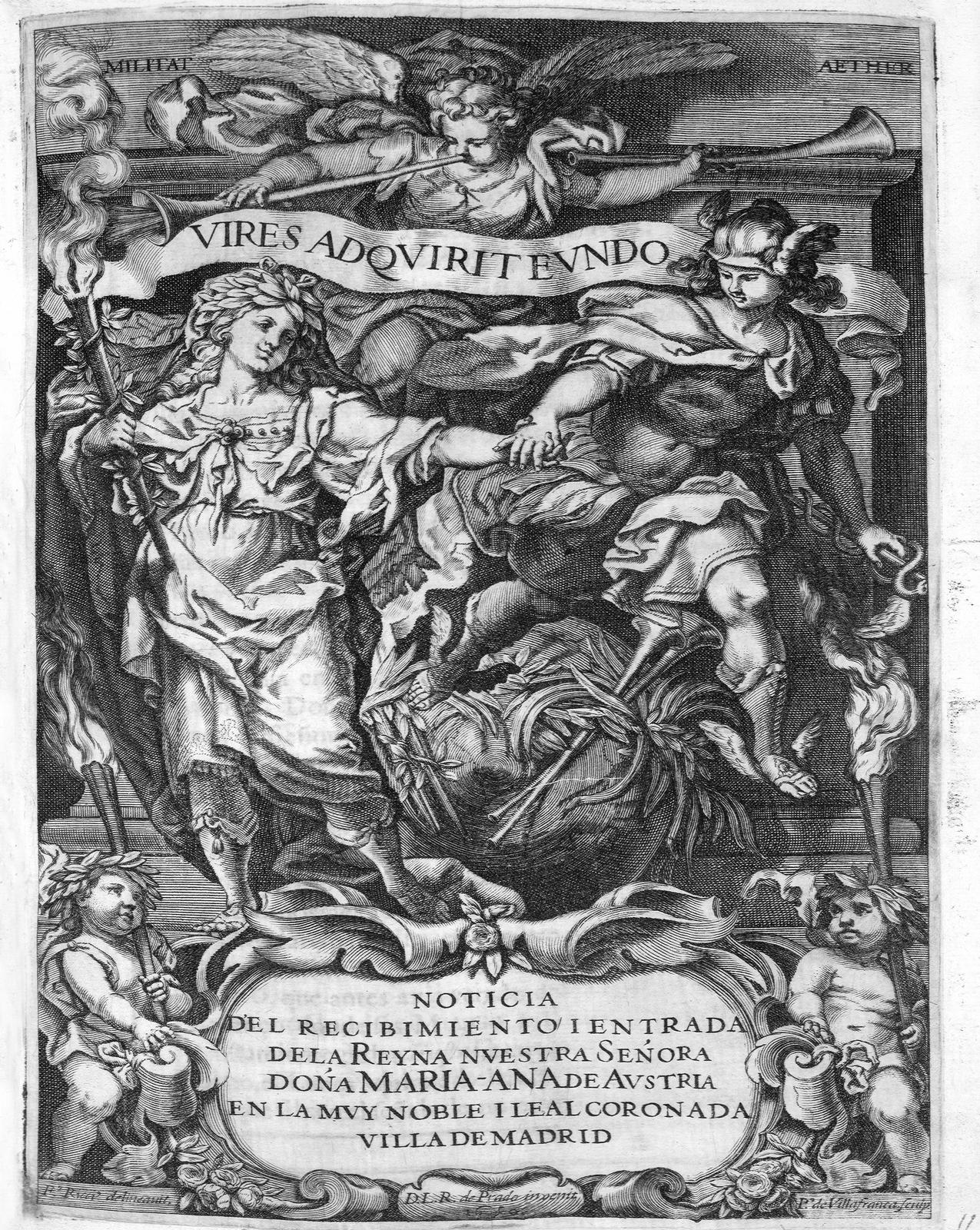
Portada calcográfica de Noticia del recibimiento y entrada de la reina Maria Ana de Austria en la muy noble y leal coronada villa de Madrid (S.l., s.n., s.a.) 1650, grabado de Pedro de Villafranca sobre dibujo de Francisco Rizi.

Lorenzo Ramírez de Prado (Zafra, 1583-1658) fue un humanista, bibliófilo y escritor político español. Caballero de la Orden de Santiago y familiar del Santo Oficio, hizo carrera política en la corte a la sombra del conde-duque de Olivares.

## Biografía
Hijo de Alonso Ramírez de Prado, del Consejo de Hacienda de Felipe III, que fallecería en prisión el 15 de julio de 1608 como sospechoso de fraude, fue bautizado en Zafra el 16 de agosto de 1583, actuando de padrino su tío, el célebre humanista Pedro de Valencia. Estudió en la Universidad de Salamanca con Francisco Sánchez de las Brozas, el Brocense, de quien conservó siempre buen recuerdo.  
Autor prolífico y variado, especialmente en sus primeros años, en 1607 salieron impresos en París y al parecer sin su consentimiento unos comentarios a Marcial, los Hypomnemata, a los que respondió en tono crítico el jesuita alemán Mateo Radero, forma como denominaban a Mathaeus, Mathias o Matthäus Rader (1561-1634), que había hecho una edición de Marcial en 1599; Ramírez recurrió sobre todo, críticamente, a Isaac Casaubon, a Justo Lipsio y a Escalígero. En 1612 publicó en Amberes el Pentacontarcos, donde analizaba diversos problemas bíblicos con criterios filológicos e históricos reunidos en cincuenta capítulos que Gregorio Mayans pensó podían haber sido escritos por el Brocense.
En castellano publicó en 1617 con dedicatoria al duque de Lerma un libro destinado a la instrucción de príncipes: Consejo i consejero de príncipes, inmerso en el tacitismo de moda, aunque, más que de una obra original, se trata de una traducción glosada de los Aforismos políticos de Jean Chokier, un canonista de Lieja discípulo de Justo Lipsio, publicados en Roma en 1610.
Amigo de escritores, Miguel de Cervantes le dedicó versos elogiosos en el Viaje del Parnaso, aludiendo a los vaivenes de su fortuna en su juventud, con la prisión del padre, y se relacionó con Lope de Vega, Juan de Jauregui, Esteban Manuel Villegas y otros, llegando a reunir en su casa de la calle del Arenal de Madrid, frente a la iglesia de San Ginés, una biblioteca de ocho mil volúmenes, de la que se hizo inventario impreso en 1660 con el título Inventario de la librería del señor D. Lorenzo Ramírez de Prado, cavallero que fue de Santiago, de los Consejos de su Majestad en el real y supremo de Castilla, y de el de la Santa Cruzada, y de la real junta de obras y bosques, y assesor del bureo de su Real Casa, Embajador que fue del rey nuestro señor Don Felipe Quarto, al Christianissimo Rey de Francia Luis XIII.
Siendo embajador en París en 1628 publicó allí el cronicón de Julián Pérez, ficción del padre Jerónimo Román de la Higuera, al que no dudó en otorgar crédito, llegando a ser propietario de sus manuscritos. Posteriormente editó bellamente en Amberes y a su costa, con portada diseñada por Rubens y dibujo de Erasmus Quellinus, el cronicón  de Luitprando anotado por Higuera y por él mismo, presentándolo como la primera edición aunque ya se le había adelantado Tomás Tamayo de Vargas, a quien por rivalidad silenció enteramente en sus extensas notas.